# Republica (banda)
Republica es una banda inglesa formada en 1994 y que alcanzó su máxima popularidad entre 1996 y 1998. Su música fue descrita como Rock alternativo y Punk-Rock aunque Melody Maker la denominó electrónica.

## Historia
La banda fue iniciada por el exteclista de Flowered Up Tim Dorney y Andy Todd. Su primer sencillo «Ready to Go» se convirtió rápidamente en un éxito al que le siguió la canción «Drop Dead Gorgeous». Su cantante principal fue Saffron quien antes había estado en la banda N-Joi.
La banda sufrió cuando su discográfica, Deconstruction Records, poco después del lanzamiento del álbum Speed Ballads fue adquirida por BMG que lanzó el álbum Best Of, este fue lanzado sin el consentimiento de la banda con fotografías antiguas y de mala calidad, tal y como aseguraría Saffron en un comunicado a través de la web de la banda.
Desde 1998 la banda no saca a la venta nuevo material.
A principios de 2010, las imágenes aparecieron en la página oficial de Facebook de la banda que muestra a la banda ensayando en un estudio. El 26 de abril de 2010, fue anunciada por el NME que República se establece en la reforma de un relanzamiento de «Ready to Go», apoyado por una serie de conciertos y las fechas del festival.
En junio de 2010 el remix fue lanzado y alcanzó el puesto #1 en la lista del Club de Upfront. La pista ha sido producida por Andy Gray y Alan Moulder.

## Miembros

### Actuales integrantes
- Saffron - (Samantha Sprackling, nacida el 3 de junio de 1968, Ibadan, Nigeria) - vocalista
- Tim Dorney - (nacido el 30 de marzo de 1965, Ascot, Berkshire) - teclados
- Johnny Male - (nacido el 10 de octubre de 1963, Windsor, Berkshire) - guitarra (primeramente de Soul Family Sensation and Sensation de One Little Indian Records)
- Pete Riley - batería

### Antiguos integrantes
- Andy Todd - teclados (1994–1997)
- David Barbarossa - batería (primeramente de Bow Wow Wow, y Adam and the Ants) (1994–1997)
- Alix Tiernan - percusión

## Discografía
| Título                                                 | Lanzamiento          | Discográfica           | UK Albums Chart | U.S. Albums | U.S. Heatseekers | German Albums |
| ------------------------------------------------------ | -------------------- | ---------------------- | --------------- | ----------- | ---------------- | ------------- |
| Republica                                              | 5 de octubre de 1996 | Deconstruction Records | 4               | 153         | 6                | 47            |
| Republica - Limited Edition 2 Disk Set (Live Versions) | 1998                 | Deconstruction Records | -               | -           | -                | -             |
| Speed Ballads                                          | 30 de julio de 1998  | Deconstruction Records | 37              | n/a         | n/a              | n/a           |
| Ready To Go: The Best Of                               | 27 de mayo de 2002   | Camden                 | -               | -           | -                | -             |

## Sencillos
| Título                                           | Lanzamiento | Álbum         | UK Singles Chart | U.S. Hot 100 | U.S. Modern Rock | GER singles | Australia |
| ------------------------------------------------ | ----------- | ------------- | ---------------- | ------------ | ---------------- | ----------- | --------- |
| "Out of this World"                              | 1994        | -             | -                | -            | -                | -           | n/a       |
| "Bloke"                                          | 1994        | Bloke EP      | -                | -            | -                | -           | n/a       |
| "Ready to Go"                                    | 1996        | Republica     | 43               | -            | -                | -           | 40        |
| "Ready to Go\|Ready to Go (U.S. Mix)" (re-issue) | 1997        | Republica     | 13               | 56           | 7                | 33          | n/a       |
| "Drop Dead Gorgeous"                             | 1997        | Republica     | 7                | 93           | 39               | 90          | -         |
| "From Rush Hour With Love"                       | 1998        | Speed Ballads | 20               | n/a          | n/a              | n/a         | -         |
| "Try Everything"                                 | 1998        | Speed Ballads | -                | n/a          | n/a              | n/a         | n/a       |